# Emil Hermansson
Emil Hermansson (Kiruna, 19 juli 1971) is een Zweedse schaker. Hij is een Internationaal Meester (IM). 
In juli 2005 speelde hij mee in het toernooi om het kampioenschap van Zweden dat in Göteborg gespeeld werd. Hij eindigde met 8.5 punt uit 13 ronden op de tweede plaats. Stellan Brynell werd met negen punten kampioen. 
In 2005 werd hij met 2.5 pt. uit 9 partijen 9e bij het in Malmö en Kopenhagen gehouden 13e Sigeman & Co toernooi; gedeeld eerste eindigden Jan Timman en Krishnan Sasikiran.
In 2007 werd hij met 2 pt. uit 9 partijen 9e bij het in Malmö gehouden 15e Sigeman & Co toernooi; de winnaar werd Ivan Tsjeparinov.